# Куйсеб
Ку́йсеб, Кёйсеб (африк. Kuiseb) — река в Намибии, пересекающая пустыню Намиб. Длина реки — 560 км. Площадь бассейна — 15 500 км².

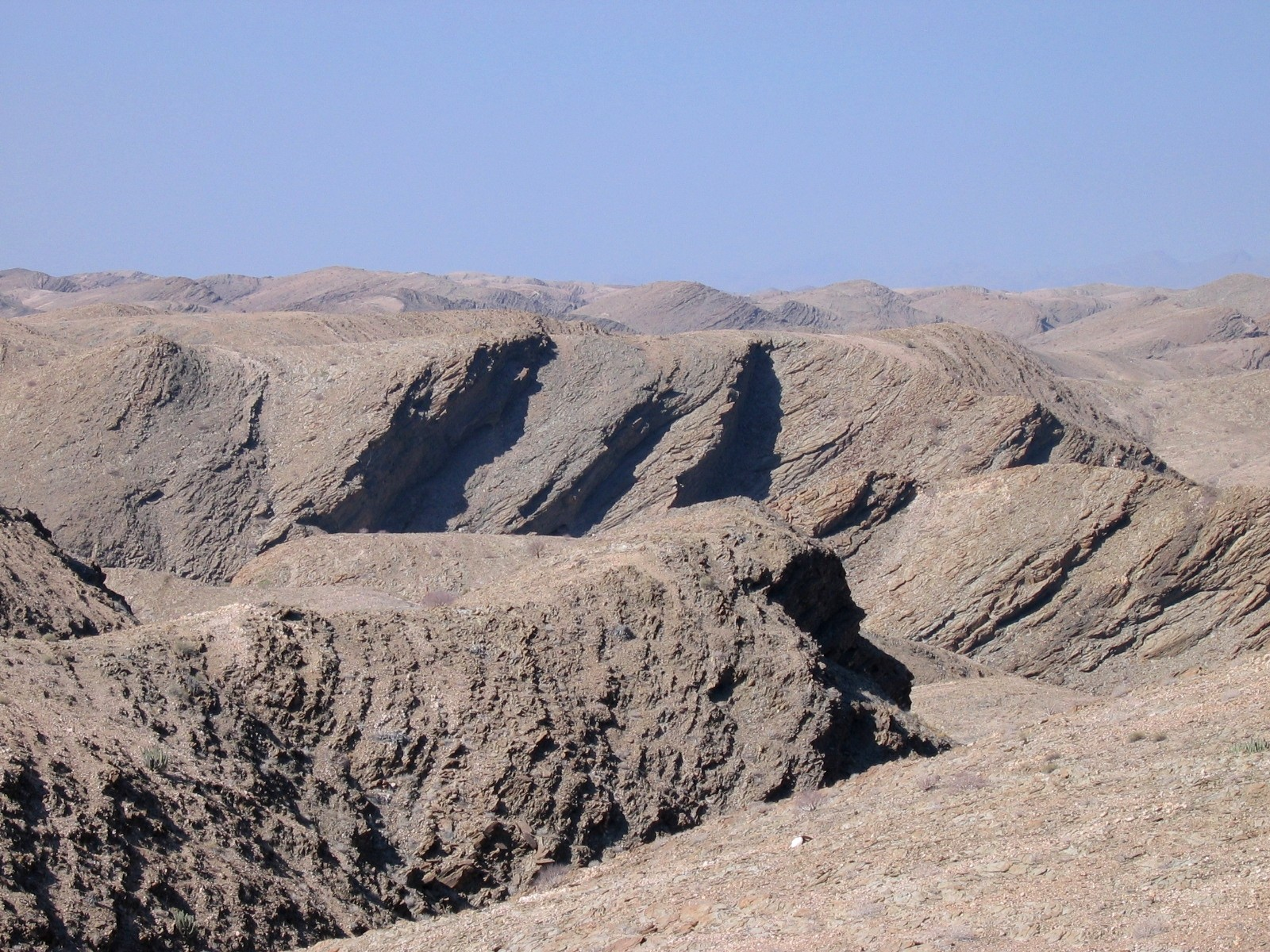
Каньон Куйсеб в верхнем течении

Несмотря на то, что она пересыхает в течение большей части года, это один из важнейших водотоков этой чрезвычайно сухой пустыни. Река имеет значительный подземный сток, который используется для водоснабжения прибрежных городов Свакопмунд и Уолфиш-Бей.
Куйсеб начинается на внутриконтинентальных плато в 15 км к западу от столицы страны Виндхук и течёт на юго-запад, прорезая в коренной породе глубокий каньон Кусейб, возраст которого оценивается в 2-4 млн лет. На выходе из каньона река попадает в пустыню. Отсюда её русло проходит через пустыню к Атлантическому океану, которого достигает в бухте Уолфиш-Бей. Русло Куйсеба образует резкую границу между двумя весьма различными природными зонами пустыни, на юге от неё начинаются пряди знаменитых намибских кирпично-красных песчаных дюн, которые достигают 60-240 м высотой, местность на севере занята каменистыми пустошами и участками светлого песка.
После дождей, выпадающих на внутреннем плато в течение дождливого сезона, засыпанное русло нанесённым ветром песком наполняется водой, в особо дождливые годы иногда достигает океана. С 1837 по 1977 год такое случалось лишь 14 раз, в целом Куйсеб имел океанский сток в течение 10 лет из 140. Учитывая отбор воды для водоснабжения городов, который начался в 1950-х годах, предполагается, что в будущем такое будет случаться ещё реже.